# Rondibilis slocumi
Rondibilis slocumi es una especie de escarabajo longicornio del género Rondibilis, tribu Acanthocinini, subfamilia Lamiinae. Fue descrita científicamente por Gressitt en 1942.
La especie se mantiene activa durante el mes de julio.

## Descripción
Mide 8,75 milímetros de longitud.

## Distribución
Se distribuye por China.